# 小行星1065
小行星1065（1065 Amundsenia）是一颗环绕太阳运行的微型行星。最初它被命名为1926 PD，小行星1065的直径为30公里。
該小行星以挪威極地探險家羅阿爾·阿蒙森命名。